# وست ایر (چین)
وست ایر (به انگلیسی: West Air (China)) یک شرکت هواپیمایی با کد یاتا PN است که در تاریخ ۲۰۰۷ میلادی تأسیس شده و در تاریخ ۲۰۱۰ فعالیتش را آغاز کرده‌است. دفتر مرکزی وست ایر در چونگ‌کینگ، جمهوری خلق چین واقع شده‌است و قطب این شرکت هواپیمایی در فرودگاه بین‌المللی چنگچینگ ییانگبی قرار دارد و به ۲۰ مقصد، پرواز مستقیم انجام می‌دهد.